# 알렉시스 조던
알렉시스 조던(Alexis Jordan, 1992년 4월 7일 ~ )은 미국의 가수 및 배우이다.